# 巴拉德瓜比拉巴
巴拉德瓜比拉巴是巴西伯南布哥州的一个市镇。总面积118.14平方公里，总人口13900人，人口密度117.7人/平方公里。